# ハリモミ
ハリモミ（針樅、学名：Picea torano）は、マツ科トウヒ属の常緑針葉樹である。

## 特徴
樹形や葉の形状がモミ属に似るが、葉先が針のように尖っているためこの名がある。日本特産種で、福島県から鹿児島県の高隈山までの冷温帯に分布する。太平洋側に多く、日本海側の多雪地にはほとんど分布しない。日本のトウヒ属中もっとも低高度・南方まで分布する種類である。
いわゆるクリスマスツリー型の樹形で、大きいものでは樹高35m、直径1mに達する。樹皮は灰褐色。葉は長さ15-25mm程度と日本のトウヒ属の中ではもっとも大型で堅い。葉の断面は菱形である。球果も長さ7-15cmほどで、比較的大型。
富士山東北麓の山梨県山中湖湖畔近くに3万本と言われるハリモミの純林があり、「山中のハリモミ純林」の名称で日本国の天然記念物に指定されているが、台風の被害や環境の変化などにより、近年は枯死したものが多い。